# Славянская вышивка

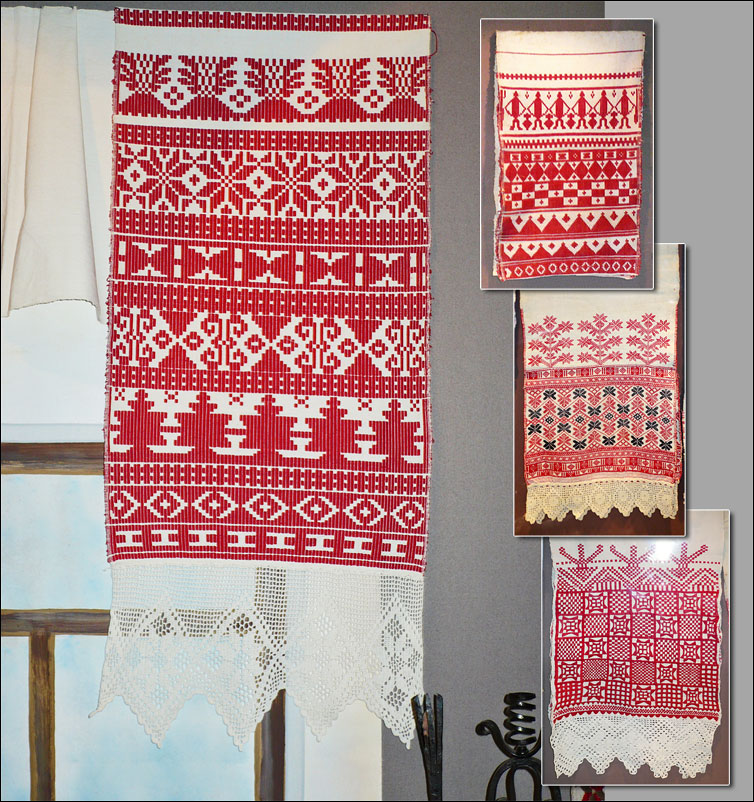
Белгородские рушники, Юг России

Славянская вышивка — вид декоративно-прикладного искусства славян, заключающийся в нанесении орнамента на ткани с помощью шитья.

## История
Вышивкой обычно украшались рубахи (вышиванка), скатерти, рушники. Характерный колор: красный цвет рисунка на белом полотне. Первоначально вышивка выполняла магические цели и служила оберегом. Ею украшались те части костюма, через которые, по представлению наших предков, злые силы могли проникнуть к телу человека. Отсюда и основное значение вышивки в древности — охранительное. Охранительным узором вышивались ворот, манжеты, подол, разрез горловины.
Частый узор вышивки — ромбы, ломаные и прямые линии, точки, кресты. Помимо этих абстрактных изображений, часто ассоциируемых с солнцем, землей, водой и зерном, в мотивах вышивок присутствуют и схематические изображения цветов, деревьев, птиц, коней, собак.
Швы, которыми выполнены старинные вышивки, — счётные. То есть для каждого стежка считаются нити ткани. Предварительно рисунок на ткань не переводится, а лишь может намечаться крупными стежками только его место и размер. Наибольшее распространение получили такие счётные швы, как «роспись», «набор», «счётная гладь».

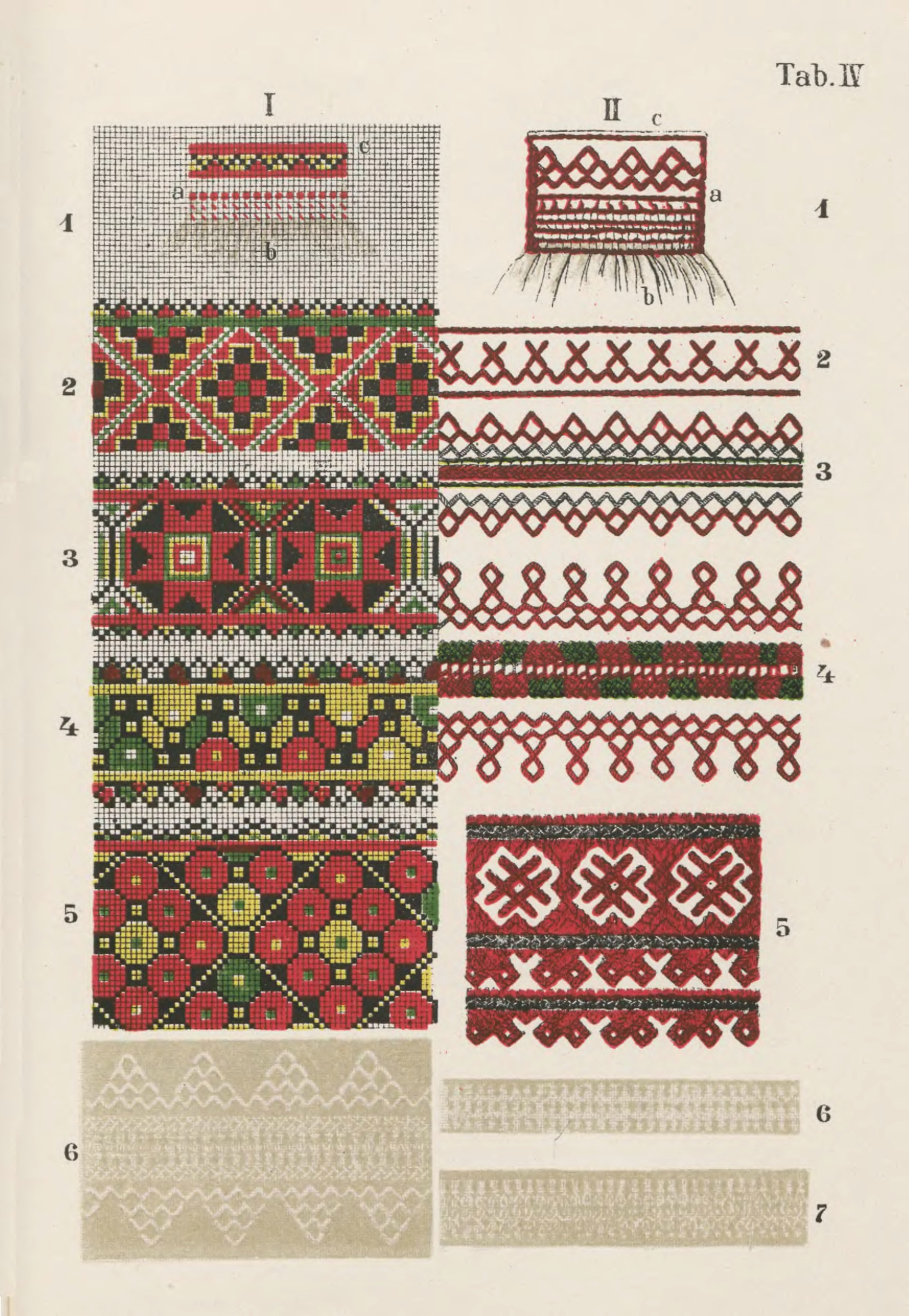
Гуцульская вышивка
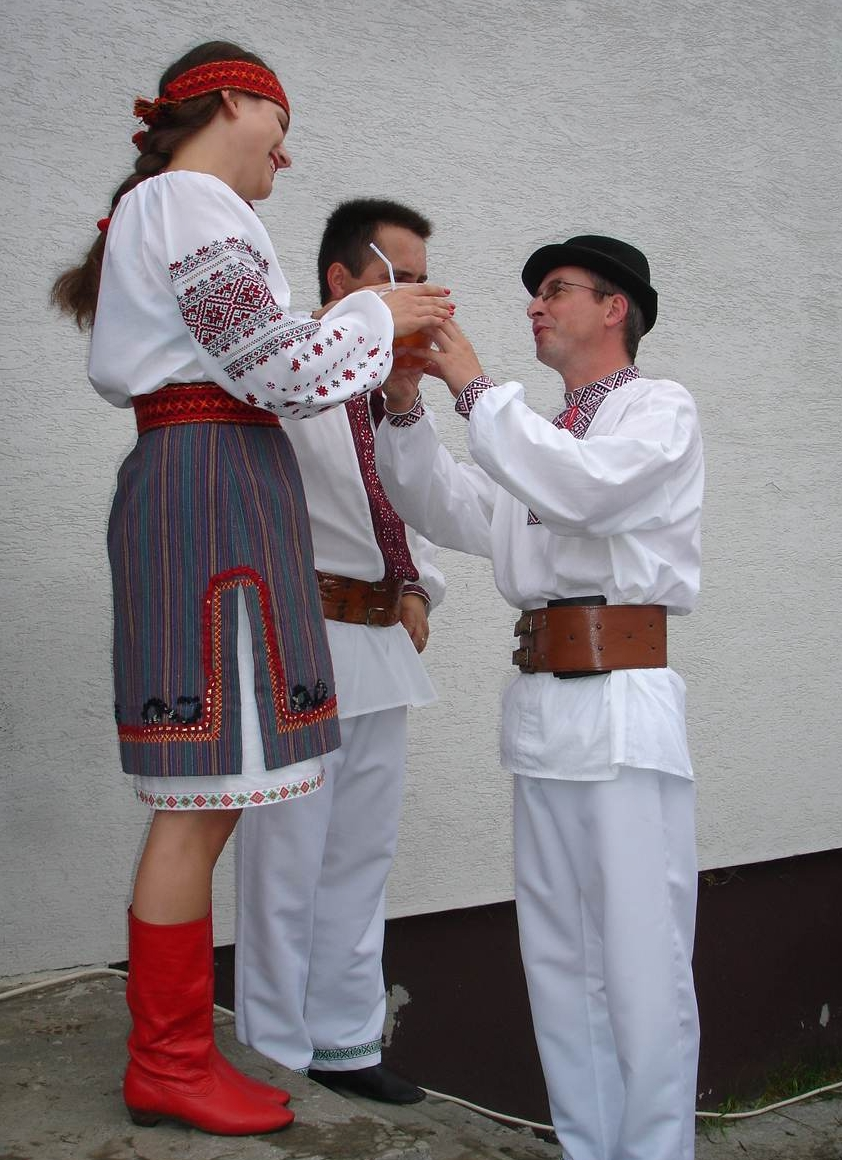
Русины
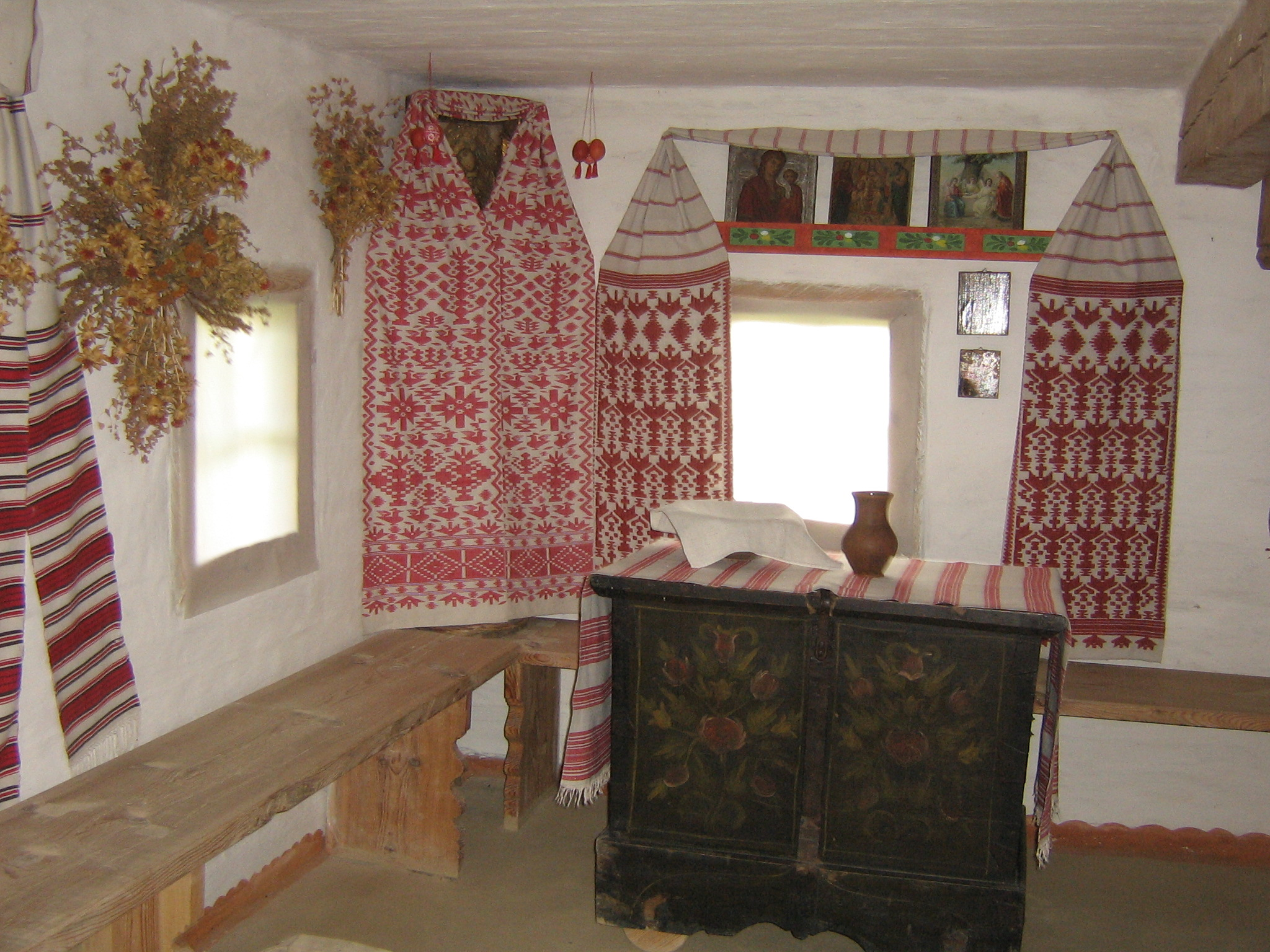
Украинские рушники
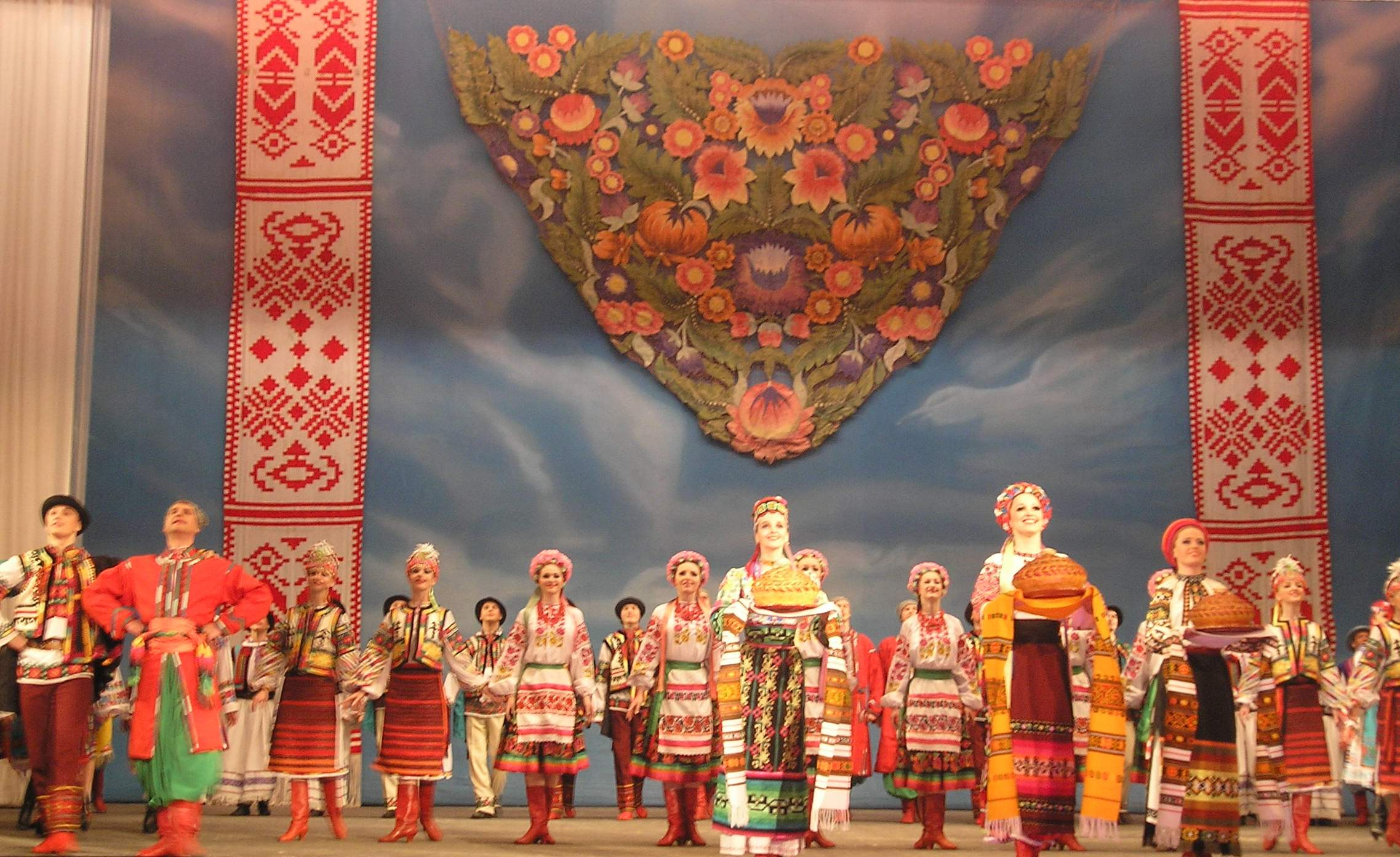
Украинский декор
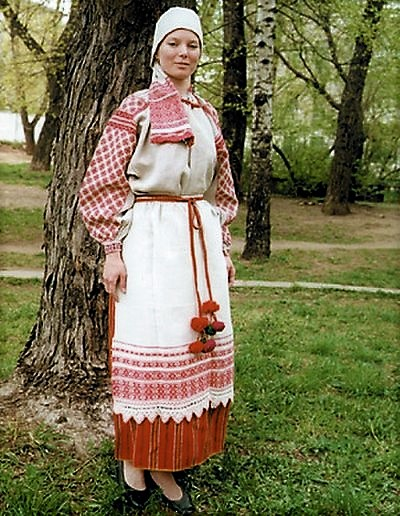
Белоруска
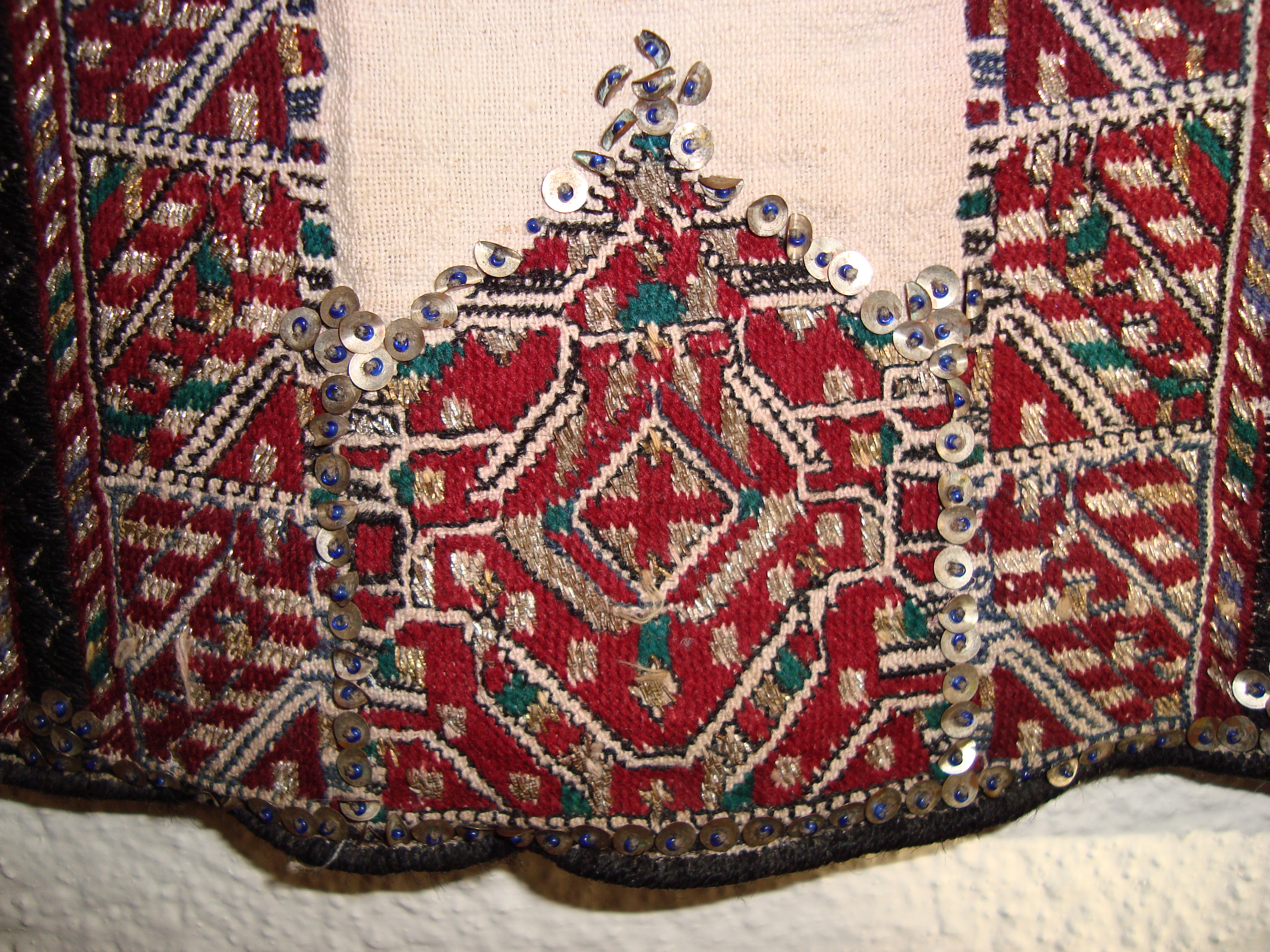
Македонские орнаменты